# سیارک ۱۱۲۶۴
سیارک ۱۱۲۶۴ (به انگلیسی: 11264 Claudiomaccone، نامگذاری:1979UC4) یازده هزار و دویست و شصت و چهارمین سیارک کشف شده‌است که در ۱۶ اکتبر ۱۹۷۹ کشف شد.
قدر مطلق سیارک برابر ۲۲.۴ است.